# Maria Hirszowicz
Maria Hirszowicz, z domu Bielińska (ur. 11 lipca 1925 w Sochaczewie, zm. 3 lipca 2007 w Paryżu) – polska socjolożka polityczna, autorka wielu publikacji naukowych, żona historyka Łukasza Hirszowicza.

## Życiorys
Docent na Wydziale Filozofii i Socjologii Uniwersytetu Warszawskiego. Należała do Polskiej Zjednoczonej Partii Robotniczej. Zwolniona z uczelni przez ministra szkolnictwa wyższego w marcu 1968 za obronę studentów zaangażowanych w działania ruchu demokratycznym razem z Bronisławem Baczką, Zygmuntem Baumanem, Włodzimierzem Brusem, Leszkiem Kołakowskim i Stefanem Morawskim. W 1970 wyjechała razem z mężem do Wielkiej Brytanii, gdzie pracowała jako docent na Uniwersytecie w Reading.
Była fundatorką Nagrody im. Łukasza Hirszowicza przyznawanej przez Żydowski Instytut Historyczny w Warszawie.
W 2002 książka Marii Hirszowicz – Pułapki zaangażowania. Intelektualiści w służbie komunizmu została wyróżniona nagrodą specjalną tygodnika Polityka.

## Wybrana bibliografia
- 2007: Stąd, ale dokąd? Społeczeństwo u progu nowej ery
- 2001: Pułapki zaangażowania. Intelektualiści w służbie komunizmu
- 1986: Coercion and Control in Communist Society: The Visible Hand in a Command Economy
- 1985: Industrial Sociology: An Introduction
- 1980: The Bureaucratic Leviathan: A Study in the Sociology of Communism
- 1973: Komunistyczny Lewiatan
- 1967: Z badań nad społecznym uczestnictwem w organizacji przemysłowej (wspólnie z Witoldem Morawskim)
- 1967: Wstęp do socjologii organizacji
- 1964: Konfrontacje socjologiczne